# Muslimska mänskliga rättighetskommittén
Muslimska mänskliga rättighetskommittén, MMRK, är en svensk muslimsk organisation bildad 2007. Maimuna Adullahi och Fatima Doubakil är talespersoner för organisationen.

## Verksamhet
Organisationen anser sig vara en reaktion på brott mot mänskliga rättigheter begångna mot muslimer under kriget mot terrorismen samt mot en allmänt växande islamofobi i samhället. MMRK menar att muslimers mänskliga rättigheter i Sverige och världen dagligen kränks, bland annat genom rasism, kränkande handlingar och strukturell diskriminering. Organisationen anordnade i maj 2010 ett seminarium med Munir Awad som talare om Sveriges terrorlagstiftning. Den 24 november 2010 presenterade MMRK en kritiserad rapport om Munir Awad,  som år 2013 dömdes för att ha förberett ett terrorattentat mot Jyllands-Posten.

### Talespersoner
- Kitiwimba Sabuni, 2011.[7]
- Rashid Musa, 2012.[8]
- Fatima Doubakil, 2012,[9] 2014.[10]
- Maimuna Abdullahi, 2014.[10]

## Opinionsbildning
Organisationen har i svenska medier upprepade gånger kritiserat politiska företrädare från bland annat Socialdemokraterna och Folkpartiet för att agera antiislamskt och rasistiskt, efter att de bland annat pekat på förekomst av islamism i svenska förorter. Om Sverigedemokraternas politik har de hävdat att den inte är ny, utan snarare i linje med den rasistiska föreställningen om muslimer som de menar funnits inom samtliga etablerade partier sedan 11 september-attackerna 2001. Företrädare för organisationen har också drivit linjen att personer som rest från Sverige utomlands för att strida med vapen för grupper som Al Qaida och IS är missförstådda och bör ses som "politiserade muslimer".

## Kritik mot organisationen
Talespersonerna Fatima Doubakil och Maimuna Abdullahi har beskrivits som extremister, och EU-parlamentarikern Lars Adaktusson (KD) har anklagat MMRK för att ha "satt i system att stämpla kritik mot islam och berättigad oro för radikalisering som islamofobi”. 